# Les Yeux noirs (film, 1987)
Pour les articles homonymes, voir Les Yeux noirs.
Pour plus de détails, voir Fiche technique et Distribution.
Les Yeux noirs (Очи чёрные, Otchi tchorniye) est une comédie dramatique italo-soviétique de Nikita Mikhalkov sortie en 1987 et tournée en langues italienne, russe et française.
Le film met en vedette Marcello Mastroianni, Silvana Mangano et Marthe Keller. Présenté en sélection officielle en compétition au Festival de Cannes 1987, il a valu à Marcello Mastroianni le Prix d'interprétation masculine à ce festival,.

## Synopsis
Un Italien marié raconte à un homme, rencontré lors d'une traversée sur un paquebot, ses déboires sentimentaux avec une Russe également mariée. Le scénario est inspiré, entre autres, de quatre nouvelles d'Anton Tchekhov, dont La Dame au petit chien, Ma femme et Anne au cou (aussi connu sous le nom L'Ordre d'Anna).

## Fiche technique
- Titre français : Les Yeux noirs
- Titre original russe en caractère non latin : Очи чёрные
- Titre original russe en caractère latin : Otchi tchorniye
- Titre italien : Oci ciornie
- Réalisation : Nikita Mikhalkov
- Scénario : Aleksandr Adabachyan et Nikita Mikhalkov, inspiré de nouvelles d'Anton Tchekhov (dont La Dame au petit chien)
- Musique : Francis Lai
- Décors : Mario Garbuglia et Aleksandr Adabachyan
- Costumes : Carlo Diappi
- Photographie : Franco Di Giacomo
- Montage : Enzo Meniconi
- Production : Silvia D'Amico Benedicò et Carlo Cucchi
- Société de production : Excelsior Film - TV, Rai Uno et Adriana International Corporation
- Société de distribution : RUSCICO
- Langue : italien, russe, français
- Format : Couleurs - 1,35:1 - Son -  35 mm
- Durée : 113 minutes
- Date de sortie : 
  - France : 10 mai 1987 (Festival de Cannes 1987) ; 9 septembre 1987 (sortie nationale)
  - Union soviétique : juillet 1987 (Festival de Moscou)
  - Italie : 25 septembre 1987

## Distribution
- Marcello Mastroianni (VF : Roland Ménard) : Romano
- Marthe Keller : Tina
- Elena Safonova : Anna
- Vsevolod Larionov : Pavel
- Silvana Mangano : Elisa, la femme de Romano
- Pina Cei : la mère d'Elisa
- Innokenti Smoktounovski : le gouverneur de Sisoev
- Roberto Herlitzka : l'avocat d'Elisa
- Paolo Baroni : Manlio, le mari de Tina
- Oleg Tabakov : Son Excellence
- Iouri Bogatyriov : le maréchal
- Chiara Mastroianni : la fille au poème
- Dimitri Zolotoukhine : Constantin
- Aleksandre Filippenko : fonctionnaire à Saint-Pétersbourg
- Avangard Leontiev : fonctionnaire à Saint-Pétersbourg
- Isabella Rossellini : la signora (non créditée)

## Distinctions

### Récompenses
- Festival de Cannes 1987 : Prix d'interprétation masculine pour Marcello Mastroianni[1]
- David di Donatello 1988 : meilleur acteur pour Marcello Mastroianni et meilleure actrice pour Elena Safonova

### Nominations
- 45e cérémonie des Golden Globes : meilleur film étranger
- 60e cérémonie des Oscars : meilleur acteur
- 13e cérémonie des César : meilleur film étranger

## Autour du film
C'est la deuxième apparition de Chiara Mastroianni au cinéma, cette fois au côté de son père Marcello Mastroianni. Son premier film est À nous deux de Claude Lelouch.